# Маффеи, Франческо
Франческо Маффеи (итал. Francesco Maffei; ок. 1605, Виченца, Венецианская республика — 2 июня 1660, Падуя, Венецианская республика) — итальянский живописец, писавший картины в стиле позднего маньеризма и барокко.

## Биография

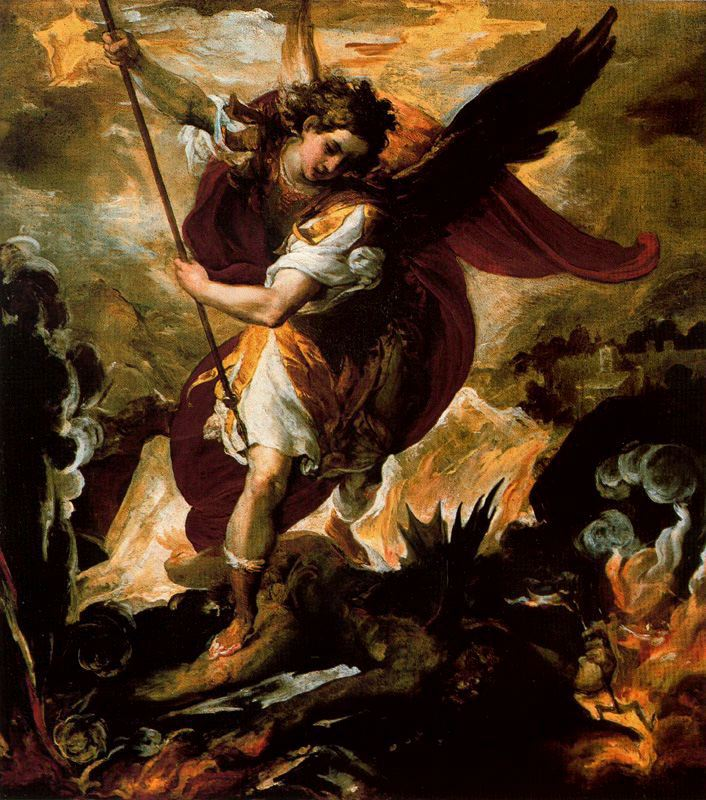
«Архангел Михаил побеждает сатану» (1640 / 1660). Холст, масло. 80 х 75 см. Музей Тиссена-Борнемисы, Мадрид

Франческо Маффеи родился в Виченце в 1605 году в семье художника по имени Маффьо. По мнению некоторых исследователей он обучался живописи в мастерской Санте Перанда. Другие исследователи в ранних работах Маффеи, написанных им между 1620 и 1625 годами, таких, как «Се человек» и «Святой Карл Борромео преподаёт детям в храме», прослеживают влияние школы Джованни Баттиста Маганца и его сына Алессандро Маганца. Во время обучения в мастерской последнего он участвовал в выполнении заказов по росписи храмов в Виченце — церквей Святого Стефана, Святого Якова и Святого Николая. В последнем сохранился алтарный образ кисти Маффеи «Святой Николай и ангел» 1626 года, в котором заметно стремление автора обрести собственный почерк. В апреле 1626 года для братства Святых Даров в соборе Виченцы художник написал картину «Воскресший Христос», которая была утрачена во время бомбардировки города в 1944 году. Утрачена и другая его картина того периода — «Дева Мария и святой Симон Сток», хранившаяся в церкви Святого Якова в Виченце, которая принадлежала монахам-кармелитам. Сохранились две его работы 1629 года — «Чудо Святого Каетана» и «Смерть Святого Каетана», написанных им ко времени беатификации Каетана из Тиены. Обе хранятся в церкви Святого Стефана в Виченце, принадлежащей клирикам-театинцам. В этих картинах Маффеи уже прослеживаются черты присущие стилю барокко.
После смерти в 1632 году Маганца Младшего, Маффеи увлёкся творчеством художников Веронезе, Бассано и Тинторетто. В картинах «Мученики Нагасаки» и «Мадонна с младенцем во славе и со святыми» он отказался от тяжёлой кисти и мрачной палитры в пользу быстрых мазков и ярких красок.
В 1635 году художник выполнил заказ на написание аллегории в память об Агостино Нани для дворца Капитанио в Виченце. Ныне утраченное полотно, было первым заказом, полученным им, от муниципалитета Виченцы. С этого времени Маффеи официально значился художником, о чём сохранились записи в документах. После смерти в 1638 году Перанды ему заказали закончить роспись «Рая» на потолке церкви Неисцелённых в Венеции, принадлежавшей клирикам-театинцам. Во время пребывания в Венеции Маффеи выработал индивидуальный стиль, для которого характерны огромные композиции с напряжёнными активными сценами, изгибами тел, смелыми ракурсами и яркими световыми контрастами. Между 1637 и 1644 года завершилось его становление в качестве самостоятельного живописца. Картины этого периода, такие, как «Посещение Девой Марией святой Елизаветы», написаны им в стиле раннего барокко.
В сентябре 1644 года Маффеи написал картину «Триумф подесты Гаспаре Дзане» для ратуши Виченцы, которая ныне входит в собрание Национального музея города. За художником закрепился статус официального живописца общественных учреждений Виченцы. В том же 1644 году Маффеи написал картины «Страшный Суд» и «Рай» для церкви Святого Франциска в Падуе, которые впоследствии были утрачены. С 1645 по 1649 года им были написаны «Аллегория времени и славы» (1645—1646), «Тайная вечеря» (1645—1647), «Ангел–Хранитель» (1647—1650), «Тайная вечеря» (1648—1649), «Триумф подесты Джироламо Приули» (1649), «Введение во храм Девы Марии» (ок. 1645), «Триумф представителя Венеции Джованни Кавалли» (1646), «Коронация Девы Марии» (1646—1649), «Триумф представителя Венеции Бертуччи Чирван» (1649), «Триумф представителя Венеции Санте Моро» (1653) и грандиозное полотно «Перенесение святых мощей епископов Брешии Доминатора, Павла, Анастасия и Доминика в старый собор Брешии» (1645—1646). В 1646—1648 годах он создал цикл фресок с изображением олимпийских богов в зале Одеон Олимпийского театра в Виченце. В 1648 году для капеллы Святого Раймунда в церкви Святой Короны в Виченце им было написано полотно «Блаженный Иоанн из Скио». С 1646 по 1656 год Маффеи работал над картинами для церкви Богоматери Спасения в Ровиго.
В 1655 году художник написал ряд картин для молельни дев в Виченце, из которых три полотна — «Благовещение», «Отдых на пути в Египет» и «Успение» хранятся в собрании Общественного музея города. В них, не выходя за рамки маньеризма, он использовал индивидуальный почерк — стёртые контуры фигур, отражающие свет перламутром масляные краски, усиление эффекта отражения комбинациями цветов. В 1655 и 1656 годах им были написаны картины «Триумф подесты Альвизе Фоскарини» и «Триумф подесты Томмазо Пизани», ставшие последними работами автора в жанре группового портрета. Маффеи редко писал индивидуальные портреты. Одним из образцов его кисти в этом жанре является «Портрет Джамбаттисты Буфалини» начала 1650-х годов, который ныне входит в собрание Городской галереи Штутгарта. В начале 1657 года Маффеи переехал в Падую, отчасти для того, чтобы не конкурировать на художественном рынке с Джулио Карпьони. Здесь в конце 1650—1660-х годах им был выполнен ряд заказов по росписи храмов и вилл. Творчеству живописца последних лет жизни характерно яркое изображение драматической композиции. Примером таких работ кисти Маффеи являются картины «Дочь Иеффая», «Орфей и Эвредика» и «Мученичество святого Варфоломея». Франческо Маффеи умер в Падуе 2 июня 1660 года в возрасте пятидесяти пяти лет, согласно записи от 3 июля того же года в приходской книге церкви Святого Георгия. Художник не был женат и не имел детей.